# Copper River (Alaska)
Der Copper River (auch Atna River) ist ein Fluss in den Vereinigten Staaten, der sich 460 Kilometer weit durch Südost-Alaska schlängelt.
Der Copper River ist bekannt für das weitschweifige Delta und sein Ökosystem. Die reichhaltigen Lachsschwärme des Flusses erzielen hohe Preise auf dem Weltmarkt.

## Verlauf
Der Fluss wird vom Copper-Gletscher auf der Nordseite der Wrangell Mountains gespeist und führt nordöstlich des Mount Sanford durch den Wrangell-St.-Elias-Nationalpark. Der Fluss bahnt sich den Weg westlich des nördlichen Endes der Wrangell Mountains und fließt im Südwesten der Mentasta Mountains weiter. Am nördlichen Ende der Wrangell Mountains fließt der Fluss südwestlich, dann südöstlich durch ein flaches sumpfiges Gebiet nach Chitina, wo der Chitina River mit dem Copper River zusammenfließt. Südwestlich fließt der Fluss weiter durch ein Gletschergebiet in den Chugach Mountains östlich von Cordova Peak. Der Copper River mündet ungefähr 80 Kilometer südöstlich von Cordova in den Golf von Alaska.

## Name
Den Namen hat der Fluss von seinen reichlichen Kupfer-Ablagerungen, die von Alaskas Ureinwohnern, den frühen russischen Siedlern des russischen Reiches und den Pionieren der Vereinigten Staaten benutzt wurden. Die Konstruktion der Copper River and Northwestern Railway von Cordova durch das Talgebiet der oberen Flussseite von 1908 bis 1911 hatte eine extensivere Nutzung der Ressourcen zufolge, besonders für die Kennicott-Mine, die im Jahr 1898 entdeckt wurde. Die Mine wurde 1938 aus dem Betrieb genommen und ist heute als Geisterstadt eine Touristenattraktion. Der Highway Tok Cut-Off durchquert das Copper River-Tal auf der nördlichen Seite der Chugach Mountains.

## Fauna und Flora
Die hohe Anzahl und Qualität des Lachses im Copper River resultiert aus dem großen Einzugsgebiet des Flusses. Zusammen mit dem reichhaltigen Boden begünstigt es das Laichen der Eier und hebt die Anzahl der Lachse auf über zwei Millionen pro Jahr. Das große Aufkommen führt auch zu einer hohen Anzahl verschiedener Spezies und einzigartiger Variationen. Das Copper River-Delta, das sich über 2800 km² erstreckt, ist das größte zusammenhängende Feuchtgebiet an der Pazifik-Küste Nordamerikas. Es bietet außerdem eine Heimat für 16 Millionen Küstenvögel.